# MD Data

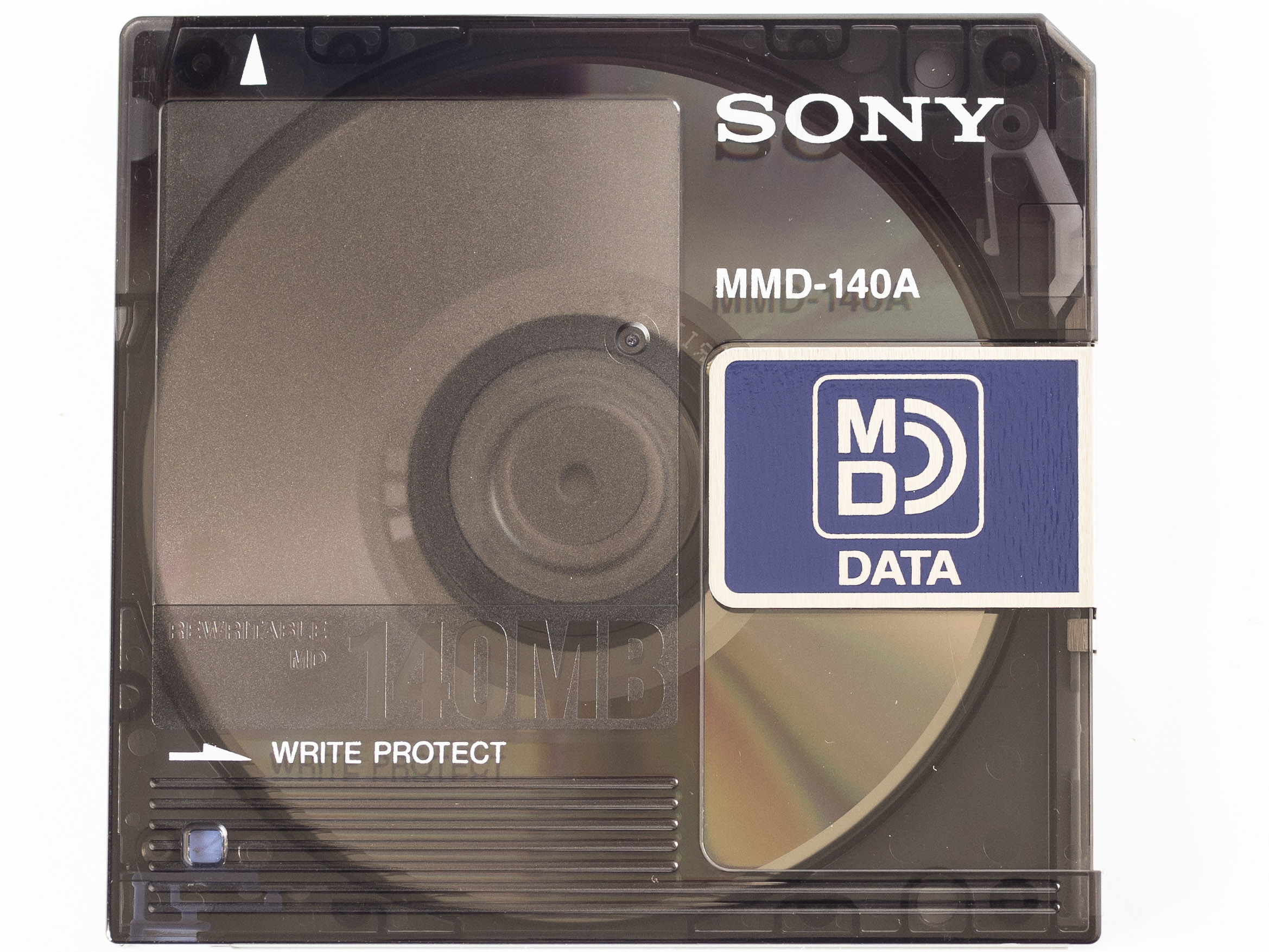
Minidisc MD data Sony MMD-140A

MD Data significa MiniDisc de datos, por tanto se trata de un tipo de disco magneto-óptico dedicado exclusivamente a la grabación de datos, presentado por Sony en 1993.

## Versiones

### Versión 1
Sony inventó el formato MiniDisc y lo comercializó en 1992, principalmente para el mercado musical y como sustituto de la popular y longeva casete.
De forma complementaria al audio, presentó en 1993 este formato de MD Data, pensado para almacenar datos de ordenadores y con el objetivo de sustituir al veterano disquete.
Poseedor de una capacidad de 140 MB, y con una velocidad de transferencia de datos máxima de 300 KB/s, efectivamente logró mejorar los formatos entonces existentes. Además ofrecía la robustez y pequeño tamaño típicos del minidisc.
Sin embargo, muy pronto surgió la competencia de otros fabricantes y soportes, por ejemplo la Unidad Zip o el CD-ROM, con mejores prestaciones y precios más baratos. Estas fueron razones suficientes para explicar el escaso éxito comercial (al menos en Europa y Estados Unidos) del MD Data.
Prácticamente su única aplicación fue con cámaras de fotos (por ejemplo la Sony DSC-MD1) y grabadores disponibles mayoritariamente en el mercado japonés.
El disco fabricado como MD Data no se puede utilizar en un reproductor o grabador de música minidisc, de la misma forma que un minidisc estándar de 60, 74 u 80 minutos no funcionará jamás en un grabador de datos MD Data. Esta incompatibilidad fue otra de las razones de su falta de éxito.

### Versión 2
Oficialmente denominada "MD Data2", Sony introdujo en 1997 esta versión mejorada del formato. Cada disco posee una capacidad de 650 MB. Su aplicación prácticamente se redujo a una videocámara Sony DCM-M1, y varias grabadoras multipista (Tascam, Yamaha).

### Hi-MD

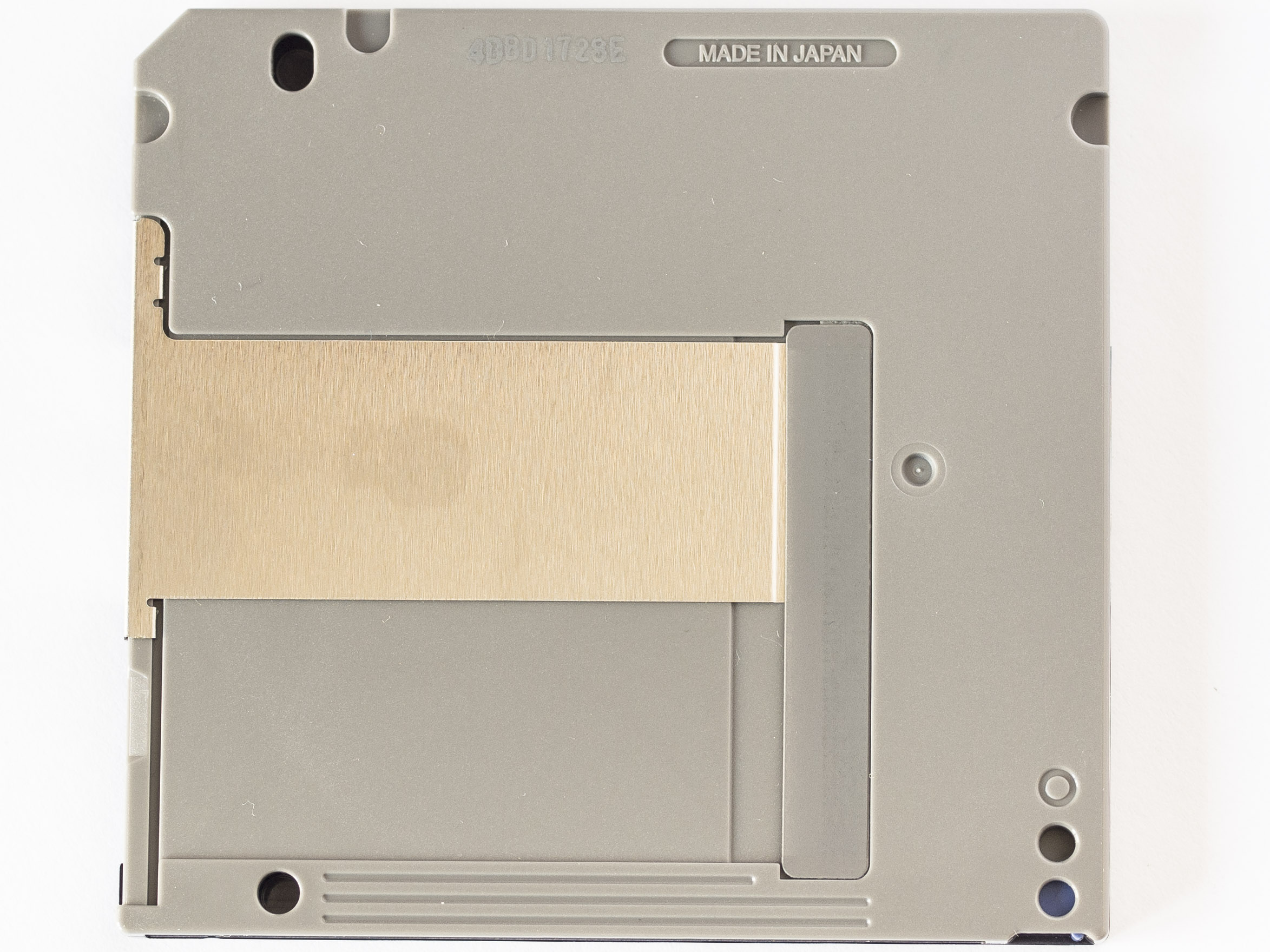
Minidisc MD data, con la pestaña metálica deslizante mayor

En 2004 Sony presentó el Hi-MD, formato que por fin unía la compatibilidad entre datos y música en el mismo disco, la sencillez de uso de la memoria USB y la capacidad de almacenamiento (1 GB por disco). Sin embargo, su uso sólo es conocido entre los aficionados a la música en minidisc. Aunque para utilizar un disco Hi-MD para grabar datos de un ordenador no se necesita un grabador particular (vale con el reproductor Hi-MD de música), su utilización como medio de almacenamiento en la industria o el comercio es prácticamente nulo.
Las dimensiones físicas de todos los formatos de MD Data y Hi-MD son iguales a las del minidisc original: (en mm) 72 ancho, 68 alto, 5 espesor. Únicamente el MD Data es distinto en un detalle: la longitud de la pestaña metálica de cierre, que es más larga en su parte posterior que la del minidisc de música.